# Weldon (Iowa)
Pour les articles homonymes, voir Weldon.
La ville américaine de Weldon est située dans les comtés de Clarke et Decatur, dans l’État de l’Iowa. Elle comptait 145 habitants lors du recensement de 2000.

## Source
- (en) Cet article est partiellement ou en totalité issu de l’article de Wikipédia en anglais intitulé « Weldon, Iowa » (voir la liste des auteurs).